# Vincenzo Sinatra

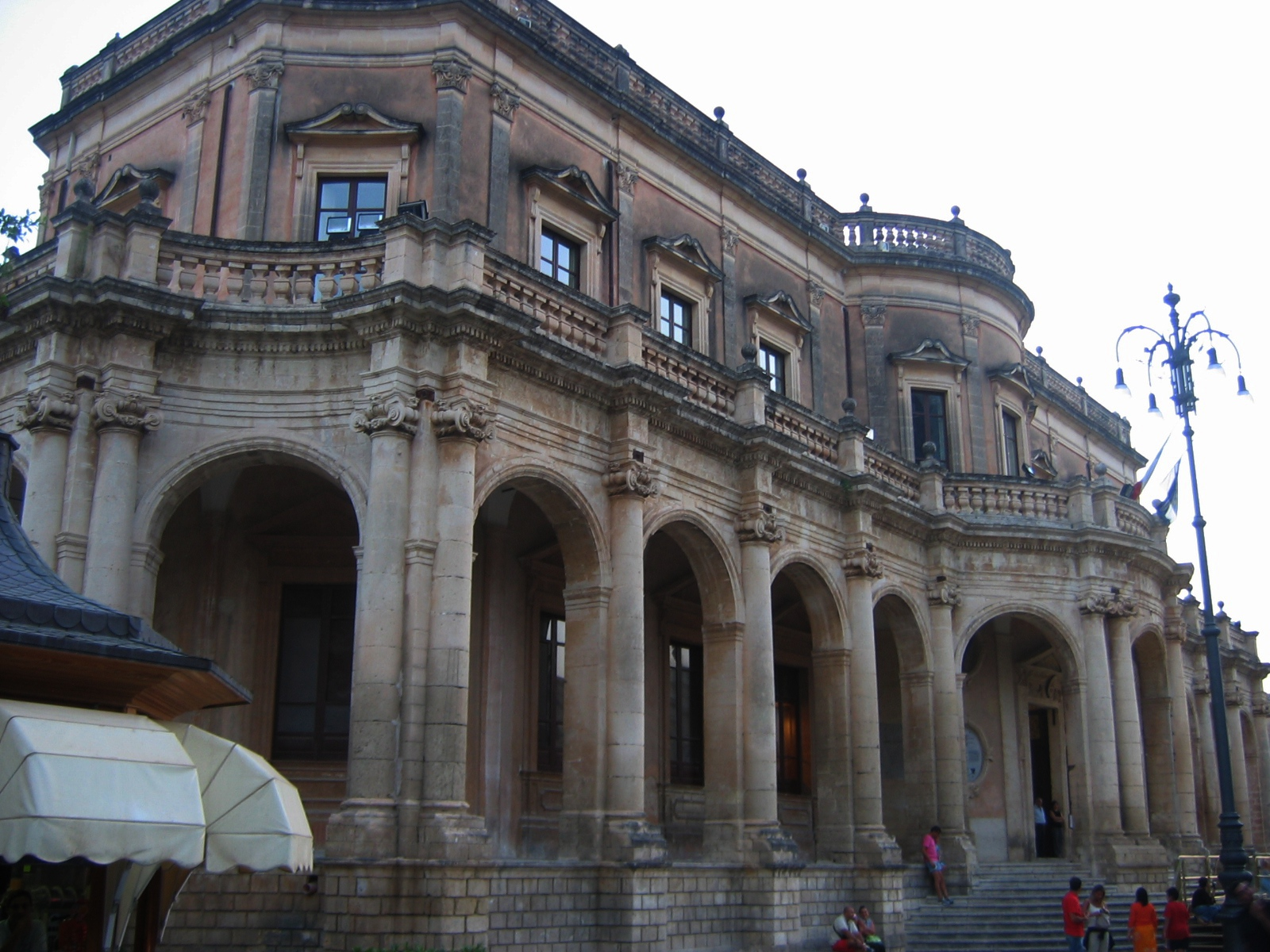
Palazzo Ducezio, Noto por Vicenzo Sinatra.

Vincenzo Sinatra fue un arquitecto siciliano del siglo XVIII, nacido en Noto.
Fue alumno de Rosario Gagliardi, y trabajó en el estilo barroco y posteriormente dentro del neoclasicismo . 

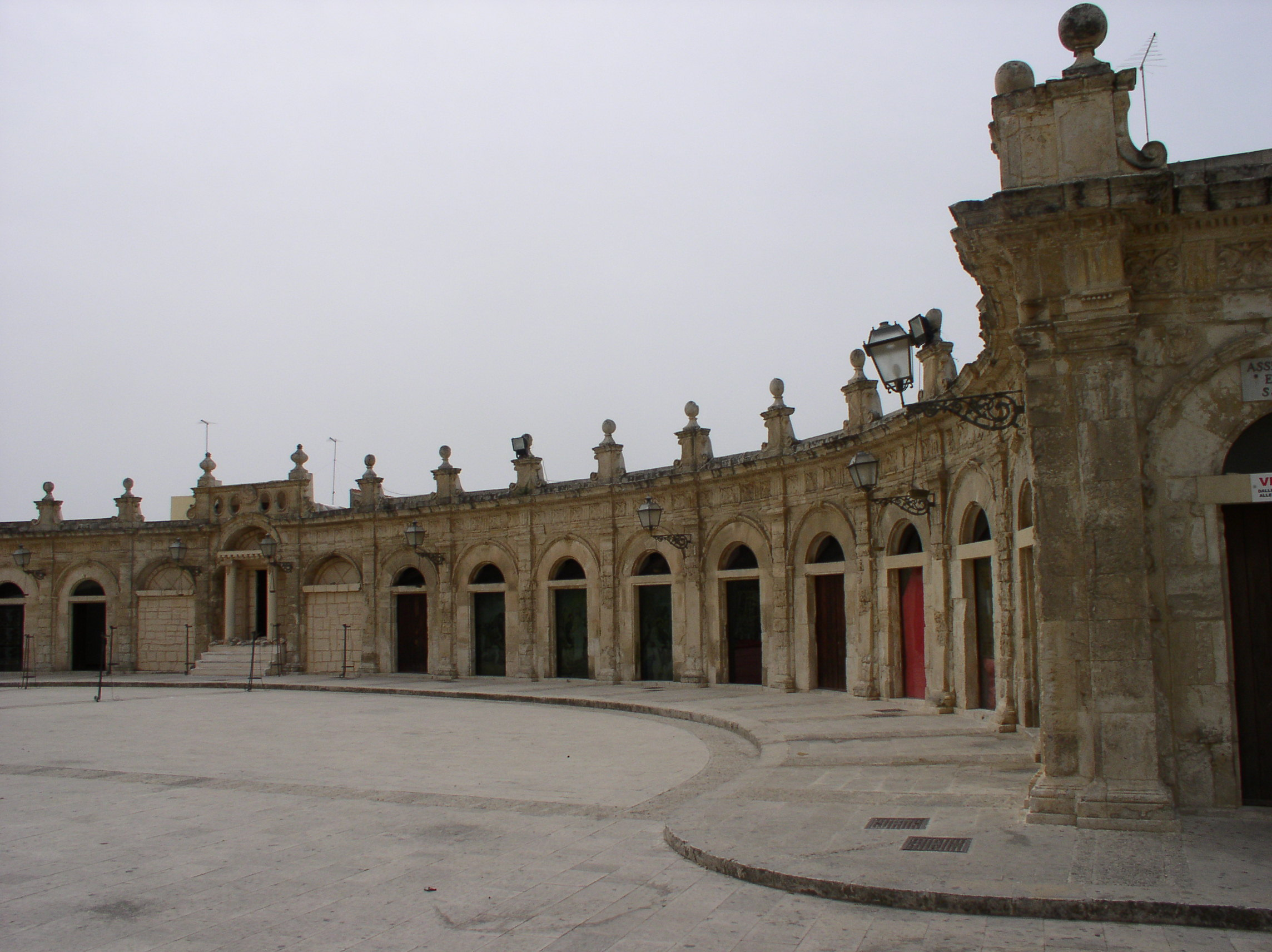
The "Loggiato" en Santa Maria Maggiore en Ispica.

Luego del terremoto que afectó a Sicilia en 1693, la ciudad de Noto fue totalmente reconstruida en un nuevo sitio. Sus obras en la nueva ciudad incluyen la "Iglesia del Monte Vergine" , la "Iglesia de San Juan Bautista", la Basílica de Santa María Maggiore y su "Logiato" en Ispica. Uno de sus trabajos más notables es el Palazzo Ducezio (actualmente el municipio), cuya construcción se inició en 1746 . 